# Аургазы
Аургазы́ (баш. Ауырғазы) — река в России, протекает в Республике Башкортостан. Устье реки находится в 101 км по правому берегу реки Уршак. Длина реки составляет 46 км, площадь водосборного бассейна 781 км².

## Данные водного реестра
По данным государственного водного реестра России относится к Камскому бассейновому округу, водохозяйственный участок реки — Белая от водомерного поста села Охлебино до города Уфы, без рек Уфы (от истока до посёлка городского типа Шакши) и Дёмы (от истока до водомерного поста у деревни Бочкарёвки), речной подбассейн реки — Белая. Речной бассейн реки — Кама.
Код объекта в государственном водном реестре — 10010201412111100019989.